# Bukit Langkahan
Bukit Langkahan är en kulle i Indonesien.   Den ligger i provinsen Aceh, i den västra delen av landet, 1 600 km nordväst om huvudstaden Jakarta. Toppen på Bukit Langkahan är 84 meter över havet.
Terrängen runt Bukit Langkahan är huvudsakligen platt, men den allra närmaste omgivningen är kuperad. Runt Bukit Langkahan är det mycket tätbefolkat, med 1 018 invånare per kvadratkilometer. Närmaste större samhälle är Langsa, 14,2 km öster om Bukit Langkahan. I omgivningarna runt Bukit Langkahan växer i huvudsak städsegrön lövskog.